# Galovec Začretski
Galovec Začretski is een plaats in de gemeente Sveti Križ Začretje in de Kroatische provincie Krapina-Zagorje. De plaats telt 310 inwoners (2001).